# Sanderella
Sanderella es un género con dos especies de orquídeas. Es originario de Sudamérica.

## Distribución
Sanderella tiene sólo dos especies de orquídeas en miniatura de hábitos  epífitas y de crecimiento cespitoso. Se encuentra en el sureste y sur de Brasil y el norte de Argentina donde se presenta en húmedos y umbríos bosques, a menudo en los pantanos o humedales, sobre las ramas de los árboles o arbustos cubiertos de musgo.

## Descripción
Las plantas se parecen vegetativamente a Warmingia, con rizoma corto, y con pequeños pseudobulbos monofoliados tetragonales y cortos, de color verde oscuro, a veces con manchas color marrón, adornado con dos vainas en forma de  cono y una hoja plana apical, subcoriácea, oblongo elíptica y delgada, con los márgenes revolutos y un tanto color violeta o verde claro. La inflorescencia surge de las vainas que se superponen parcialmente en el pseudobulbo, racemosa, en arco, con pocas o muchas flores pequeñas, blanquecinas, rayadas de violeta o no, agrupadas al final de las panículas, más o menos como en el género Trizeuxis.
Las flores tienen los sépalos diferentes, el dorsal es carnoso,  más bien cóncavo y cae sobre columna El  lateral es libre o semi y más estrecho y más largo que el dorsal. El labio es carnoso, ligeramente trilobulado con  lóbulo subcordado medio blanco con callos duros que se dividen en dos quillas largas y los lóbulos laterales verdes y redondeados, que ocupan aproximadamente la mitad de longitud del labio. La columna sin alas, en forma de maza, muy corta y gruesa. La antera con dos polinias apicales.

## Evolución, filogenia y taxonomía
Fue propuesto por Kuntze en Revisio Generum Plantarum 2: 649 en 1821 en sustitución del género Parlatore, ilícitamente descrito por João Barbosa Rodrigues en 1877. Sanderella decolorar (Barb. Rodr.) Cogniaux es la especie tipo de este género. 

## Etimología
El nombre del género es un homenaje al inglés Luis Sander, propietario de un famoso orquidario.

## Especies deSanderella
- Sanderella discolor  (Barb.Rodr.) Cogn. (1905)
- Sanderella riograndensis  Dutra (1959)